# Харнаж, Вячеслав
Вячеслав Харнаж (рум. Viaceslav/Veceslav Harnaj; 7 ноября 1917, Молдавия — 28 октября 1988, Бухарест) — румынский учёный, пчеловод. Доктор наук, профессор. В 1965—1985 гг. президент Всемирного общества пчеловодов Апимондии, затем — почётный. Почётный член Академии румынских ученых (посмертно).
Родился в семье священника в селе Баймаклия Каушанского района Молдавии.
Окончил с отличием «magna cum laudea» Политехнический университет Бухареста (1945), инженер-конструктор.
В 1946—1974 гг. на преподавательской работе, профессор.
Основатель и затем в 1957—1982 гг. президент Румынской ассоциации пчеловодов.
В 1965—1985 гг. президент Всемирного общества пчеловодов Апимондии, затем — почётный. Уставом организации первоначально было предусмотрено, что президентом можно избираться только дважды, однако в знак признания особых заслуг Вячеслава Харнажа устав был изменен, и он избирался на должность президента пять раз.
Основатель в 1974 году Института по исследованиям и развитию пчеловодства.
Способствовал развитию апитерапии.
Почётный член Международной академии Pontzen (1975) в Неаполе.
Автор более 150 работ, переводившихся на ряд языков.
Его имя носят средняя школа в родном селе, отраслевые лицей и институт и другие учреждения в Румынии.
В 2007 году в Кишиневе прошла международная конференция, посвященная его 90-летию.